# Morelos 2

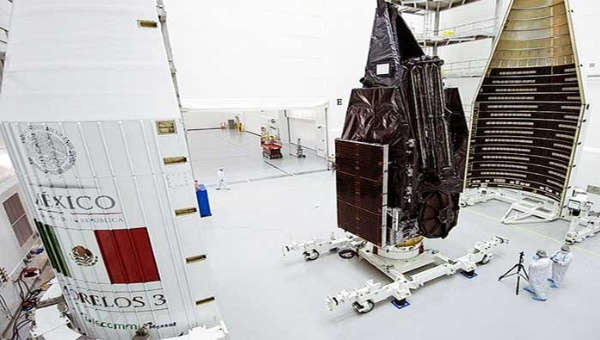

Morelos 2 – drugi meksykański geostacjonarny satelita telekomunikacyjny; wyprodukowany przez firmę Hughes Aircraft i wyniesiony wahadłowcem Atlantis (STS-61-B) jako drugi z serii Morelos. W jego satelizacji brał udział pierwszy meksykański astronauta, Rodolfo Neri Vela. Satelita pracował na pozycji 116,8°W.
Pozostaje na orbicie okołoziemskiej.

## Budowa i działanie
Satelita został zbudowany przez amerykańską firmę Hughes Aircraft w oparciu o platformę HS-376.
W pozycji startowej, ze złożonymi teleskopowo panelami ogniw słonecznych i ze złożonymi antenami, statek miał 2,84 metra wysokości. Z rozłożonymi elementami, 6,6 metra. Średnica statku wynosiła 2,16 metra. Masa startowa 644 kilogramy. Planowany czas działania wynosił 9 lat.
Statek wyposażony był w cztery silniczki korekcyjne do utrzymywania pozycji na orbicie. Miały one do dyspozycji 132,7 kilogramów paliwa w postaci hydrazyny.  
Panele ogniw słonecznych (K-7) generowały około 950 watów energii elektrycznej, zasilając dwa akumulatory niklowo-kadmowe.